# Banghra
Banghra est un groupe espagnol de pop.

## Histoire
Banghra est formé en 2007. Les membres du groupe Bangrha étaient Javi Mota, Lidia Guevara et Victoria Gómez,. Ils ont tous une formation de professeur de fitness et de danse, de gymnaste, de danseur, de chorégraphe et de chanteur. Banghra cherchait à réintroduire la danse du ventre et les danses orientales et indiennes en espagnol et en anglais.
Le producteur de Monjes budistas (Sergio Medrano) propose de former un groupe de musique pop aux sonorités orientales, appelé Banghra, qui combinerait la musique et la danse. Leur premier single, My Own Way, a été diffusé sur des stations de radio en Espagne. Au cours de cette période, le groupe a publié deux albums : La Danza del vientre (juin 2007) et ...a bailar ! (juillet 2008), avec le label Vale Music. En 2008, le groupe devient un duo après la retraite de Victoria,.
Les chorégraphies de Banghra étaient principalement destinées à un public féminin, en raison de leur identification claire avec des mélodies et des pas orientaux très sensuels, où le mouvement principal est celui des hanches, avec les pas de base de Banghra, Banghrasake, Banghramoves, Banghrahips et Banghraeight. Avec le premier d'entre eux, My Own Way, le groupe a vendu plus de 100 000 exemplaires, est certifié disque de platine, a été nommé aux Premios Amigo en tant que groupe de révélation aux côtés de La Quinta Estación (27 novembre 2007) et a effectué une tournée dans toute l'Espagne cet été-là, sponsorisée par les 40 Principales.
Le groupe se sépare en 2008. Javi Mota, et Lidia Guevara poursuivent leur carrière en solo.

## Discographie

### Albums studio
- 2007 : La Danza del vientre (3e des charts espagnols[12])
- 2008 : ...a bailar! (54e des charts espagnols[13])

### Singles
- 2007 : My Own Way
- 2008 : Promised Land
- 2008 : Una especie en extinción
- 2008 : Unidos